# Ania (roślina)
Ania – rodzaj roślin z rodziny storczykowatych (Orchidaceae). Obejmuje 6, 7 lub 11 gatunków, w niektórych ujęciach włączanych do rodzaju Tainia. Rośliny te występują w Azji Południowo-Wschodniej: od Indii na zachodzie po Chiny na północy i Nową Gwineę na wschodzie.

## Morfologia
Storczyki naziemne, nagie. Z pseudobulw wyrastają pojedyncze liście. Kwiaty zebrane w grona. Wyróżniają się względem podobnych i blisko spokrewnionych rodzajów obecnością ostrogi u nasady warżki, boczne listki zewnętrznego okółka okwiatu są szersze od listków okółka wewnętrznego.

## Systematyka
Rodzaj z rodziny storczykowatych Orchidaceae, wyróżniany w podrodzinie epidendronowych Epidendroideae w plemieniu Collabieae. W przeszłości był synonimizowany z rodzajem Tainia, ale w 2014 opublikowano rewizję taksonomiczną obejmującą zarówno analizę cech morfologicznych, jak i cytologicznych, palinologicznych oraz molekularnych, jednoznacznie potwierdzającą odrębność 6–7 zaliczanych tu gatunków, tworzących grupę monofiletyczną, bazalną wobec siostrzanych rodzajów Tainia i Collabium.
Wykaz gatunków
- Ania angustifolia Lindl.
- Ania elmeri (Ames) A.D.Hawkes ex Senghas
- Ania hongkongensis (Rolfe) Tang & F.T.Wang
- Ania penangiana (Hook.f.) Summerh.
- Ania ruybarrettoi S.Y.Hu & Barretto
- Ania viridifusca (Hook.) Tang & W.T.Wang ex Summerh.